# Donderslagse Heide
De Donderslagse Heide is een heidegebied dat zich bevindt ten oosten van Helchteren, ten zuiden van Meeuwen (Plokrooi) en ten noorden van Genk (Winterslag). Het gebied meet 2.400 ha.

## Geschiedenis
Op deze heide heeft in 1648 de Slag van Sint-Nicolaasdag 1648 plaatsgevonden, waarbij vele inwoners van de omliggende dorpen zijn omgekomen.
In de Vroegmoderne Tijd maakte de Donderslagse Heide deel uit van een uitgestrekte heidegebied. In het noordoosten grensde de Donderslagse Heide aan de Ophovenerheide, deel van de uitgestrekte Gruitroodse Heide, die zich als een vinger uitstrekte tot tussen Neerglabbeek en Opoeteren en verder tot aan Waterloos. Vandaag staat deze "vinger" bekend als het natuurgebied Duinengordel.
Ten zuiden van de Donderslagse Heide lag de Waterscheidse Heide (tot de Onderwijslaan in Genk), die een vervolg kende naar het zuidoosten (de Zutendaalse en Mechelse Heide) en het zuidwesten (Winterslagse Heide). Ten noorden van de Donderslagse Heide lag de Waubergheide. Ten westen van de Donderslagse Heide lag de weg van Peer naar Helchteren, waarlangs al verschillende gronden in cultuur gebracht waren. Ten noordwesten van deze weg lag toen een ander heidegebied: de Wijchmaalse heide.
Vanaf de negentiende eeuw werden grote delen van dit heidegebied omgevormd tot landbouwgebied (Waubergheide), bebost voor de mijnbouw (Zutendaalse Heide) of verstedelijkt (Waterscheidse Heide).
Het deel van de Donderslagse Heide ten oosten van de N76 werd grotendeels bebost, net als de nabijgelegen Gruitroodse Heide. Het zuidwestelijke deel van de Donderslagse Heide, naar Houthalen toe, werd bebouwd voor de nieuwe stadswijk Houthalen-Oost.

## Schietveld
Domein Masy, in het zuidelijke deel van de heide, werd bewoond door mijningenieur Théodore Masy, die binding had met de wapenfabriek van Cockerill in Seraing. Hij zocht een schietveld voor het testen van zware kanonnen. Dit werd de zogeheten Polygone de Houthalen, een heidegebied van 600 ha. Hier werden de zwaarste wapens en geschutskoepels getest. In 1909 werd, in aanwezigheid van drie ministers, zelfs het zwaarste kanon, ooit gebouwd, getest. Ook een clusterbom werd toen afgevuurd.
Ook tegenwoordig is de Donderslagse Heide een militair terrein ("Pampa Range"), waar met explosieven wordt gewerkt. Het gebied wordt voornamelijk gebruikt door de nabijgelegen Vliegbasis Kleine-Brogel. Van daaruit voeren vliegtuigen grondoefeningen op het terrein uit. De activiteiten leiden regelmatig tot ernstige incidenten, zoals een brand in april 2012, waarbij 500 ha natuurgebied werd verwoest, en een explosie in augustus 2012, waarbij vier gespecialiseerde militairen zwaargewond raakten. Van dezen is er één overleden.

## Natuurgebied
Ondanks de vele militaire activiteiten is de Donderslagse Heide ook een natuurgebied. Ze ligt op ongeveer 80 meter hoogte, op het Kempens Plateau. De Laambeek en de Abeek ontspringen er, en luttele meters ten noorden van deze heide vindt men het brongebied van de Dommel. Diverse vennen liggen in het gebied, zoals Monniksven, Roodven, Biezenven, Kranenven en Katteven. Het grotendeels met dennen beboste deel ten oosten van de N76 behoort tezamen met de voormalige Gruitroodse Heide (nu ook grotendeels bebost) tot het natuurgebied Duinengordel.

## Geologie
Naar de Donderslagse heide is de Donderslagbreuk genoemd. Dit is een noord-zuid georiënteerde synsedimentaire breuk die actief was tijdens de Variscische deformatie (Carboon). Dit is de periode waarin de steenkoollagen in de Kempische ondergrond ontstonden. Ten oosten van de breuk, daalde de bodem sterker dan ten westen ervan. Verder naar het oosten ligt immers de Roerdalslenk. Hierdoor zijn sommige steenkoollagen, zoals het Westfaliaan B, opmerkelijk dikker aan de oostzijde van de Donderslagbreuk. De breuk heeft naar de oppervlakte toe meerdere afsplitsingen zodat een bloemstructuur gevormd wordt. Deze breuk, ook het Donderslag-lineament genoemd, bepaalt de grens tussen de twee vroegere Kempense mijngebieden. Ten westen ervan bevonden zich onder andere de mijngebieden van Zolder en Beringen. Ten oosten van de Donderslagbreuk vindt men het oostelijk Kempisch steenkoolbekken.